# Бурт

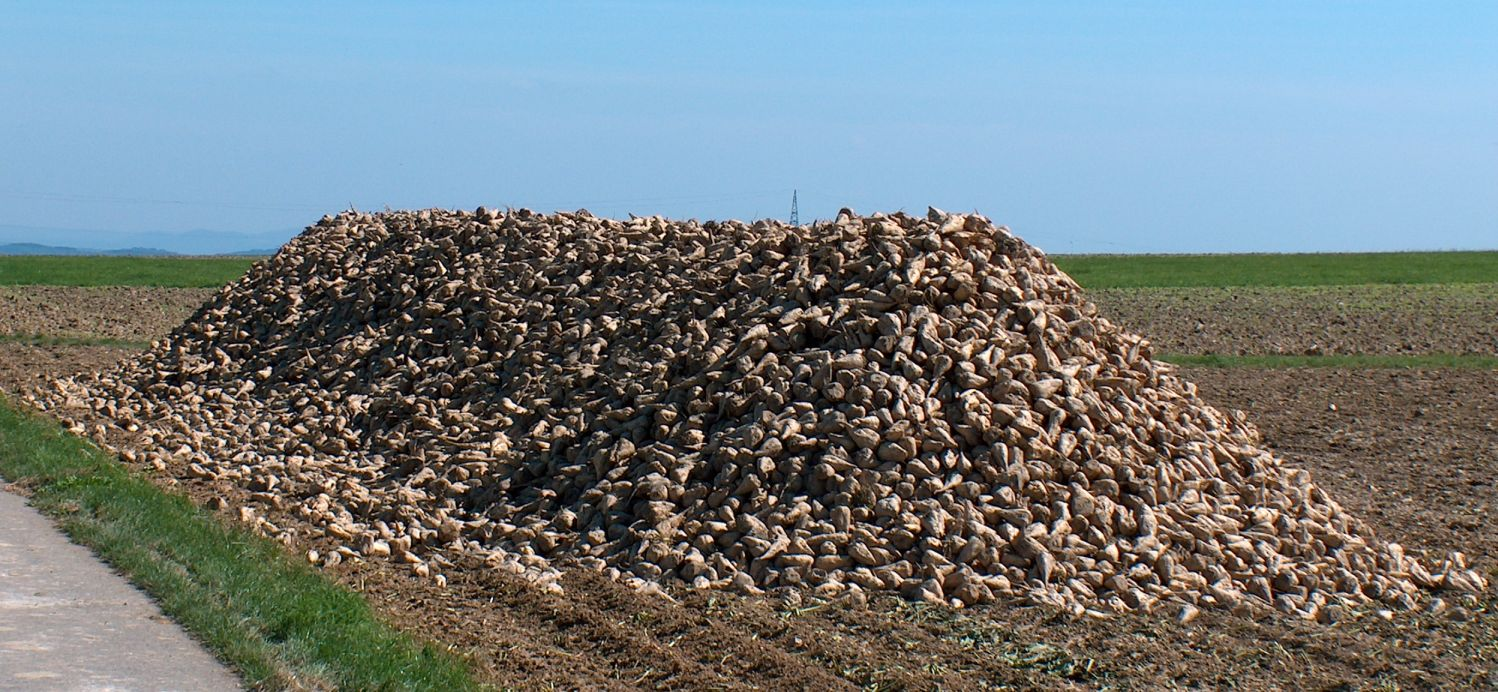
Бурт сахарной свеклы после уборки на поле в Германии

Бурт (через пол. burt, от нем. Bord — край, борт) — простейший тип хранилища сельскохозяйственной продукции, представляющий собой валообразную кучу корнеплодов, картофеля или капусты, уложенных на поверхность земли или в неглубокий (0,2—0,5 м) котлован и укрытых слоями соломы (торфа, опилок и т. п.) и земли. Вокруг бурта роют круговую канаву, защищающую хранилище от затопления талой и дождевой водой.